# I Promised Myself
«I Promised Myself» (с англ. — «Я обещал себе») — песня, написанная и первоначально исполнявшаяся Ником Кэменом. В 1990 году он выпустил её в качестве первого сингла с альбома «Move Until We Fly». Песня стала одним из самых известных хитов Кэмена, возглавив чарты в Австрии и Швеции. Её ремикс был выпущен синглом в 2004 году, однако не имел большого успеха.

## Список композиций
Европейский макси-сингл
1. I Promised Myself — 3:56
2. You Are — 4:00
3. Don’t Hold Out — 4:16
4. Tell Me — 4:21

Сингл (2004), Бельгия
1. Nick Kamen — I Promised Myself 2004 (Radio Edit) — 3:54
2. Nick Kamen — I Promised Myself 2004 (Extended Mix) — 7:05
3. Wilde & Janssens — On A Wave — 6:32

## Хит-парады
| Страна     | Позиция |
| ---------- | ------- |
| Австрия    | 1       |
| Нидерланды | 4       |
| Франция    | 11      |
| Швейцария  | 3       |
| Швеция     | 1       |

## Кавер-версии
«I Promised Myself» исполняли разные артисты и группы, в том числе A*Teens, Basshunter, Dead or Alive, Deejay Delight, Хосе Галистео.

### Версия A*Teens
Шведская группа A*Teens выпустила кавер-версию «I Promised Myself» в апреле 2004 года. Это был единственный сингл со сборника «Greatest Hits» и, как оказалось, последний сингл группы. Он не сумел повторить успех оригинальной песни Кэмена, четырнадцатью годами ранее возглавившей шведский хит-парад, однако достиг в нём 2-й строчки.
Видеоклип был снят в середине марта 2004 года (режиссёр — Микаэль "Mikeadelica" Густавссон), его премьера состоялась 14 апреля. Хотя A*Teens официально так и не объявили о своём распаде (фактически состоявшемся через несколько месяцев после выхода сингла), клип в своеобразной форме подводит итог существования группы. В нём показаны фрагменты почти всех предыдущих видеоклипов A*Teens, за исключением «Heartbreak Lullaby» и «Can’t Help Falling in Love» (кроме того, «A Perfect Match» представлен всего одним очень коротким и почти незаметным эпизодом с Амитом). С помощью компьютерной графики участники группы вмонтированы в эти фрагменты и «общаются» со своими более юными «двойниками». Видеоклип имел большой успех в Латинской Америке, он возглавил хит-парады MTV в Аргентине (MTV Top Ten Argentina) и Чили (MTV Top Ten Chile), а в хит-параде MTV в Мексике (MTV Top Ten Mexico) занял 7-ю позицию.

#### Список композиций
Макси-сингл
1. I Promised Myself (Radio Version) — 3:32
2. I Promised Myself (Extended Version) — 4:43
3. I Promised Myself (The Attic Radio Remix) — 3:28
4. I Promised Myself (The Attic Remix) — 5:55

### Версия Basshunter
«I Promised Myself» стала вторым синглом с третьего студийного альбома шведского исполнителя Basshunter «Bass Generation». Он был выпущен в ноябре 2009 года. Видеоклип на эту композицию сюжетно связан с предыдущим клипом «Every Morning». В нём, как и в ряде других клипов Basshunter, снялась норвежская модель Айлар Лай.

#### Список композиций
Промосингл
1. I Promised Myself (Extended Mix) — 4:07
2. I Promised Myself (7th Heaven Remix) — 6:06
3. I Promised Myself (Pete Hammond Remix) — 6:58
4. I Promised Myself (7th Heaven Edit) — 2:58
5. I Promised Myself (Bad Behaviour Remix) — 5:11
6. I Promised Myself (Hixxy Remix) — 5:37
7. I Promised Myself (Pete Hammond Edit) — 3:13
8. I Promised Myself (Radio Edit) — 2:39